# Áustria nos Jogos Olímpicos de Verão de 1948
A Áustria competiu nos Jogos Olímpicos de Verão de 1948, realizados em Londres, Inglaterra.